# Donaueschingen
Donaueschingen és una ciutat alemanya situada al sud-oest de l'estat federal de Baden-Württemberg. Es troba a uns tretze quilòmetres al sud de Villingen-Schwenningen, a uns 24 km a l'est de Tuttlingen, i a uns 30 km al nord de la ciutat suïssa de Schaffhausen. El 2003 la ciutat tenia 21,300 habitants.

## Localització

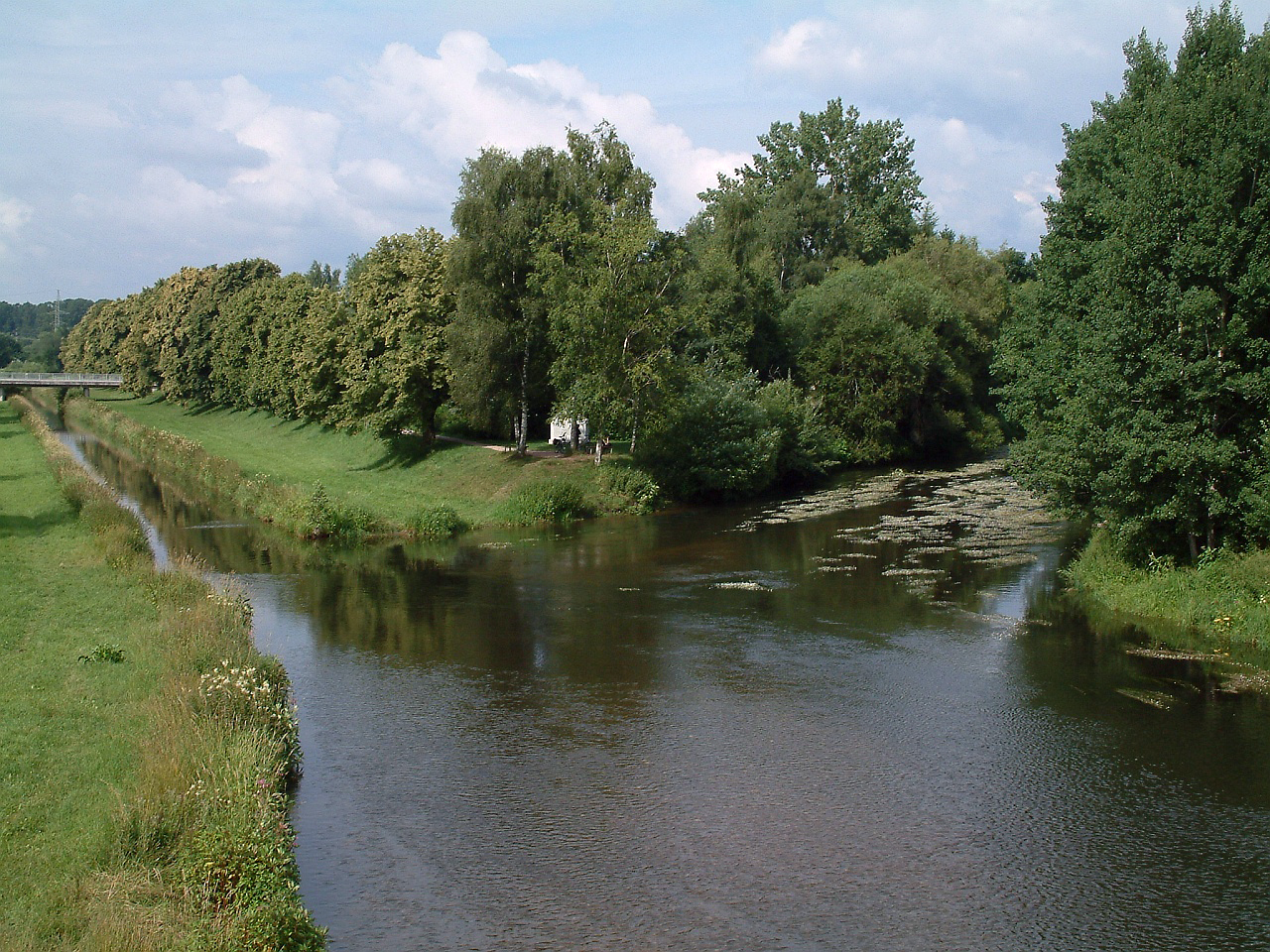
Confluència del Breg i el Brigagh

### Entorn natural

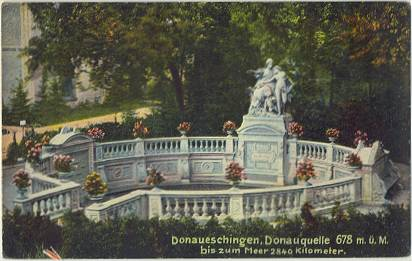
Barana construïda al voltant de la deu del Danubi

La ciutat està situada a l'altiplà de Baar, entre la vora oriental del sud de la Selva Negra i la Jura de Suàbia a l'oest de la Vall on s'originen el riu Brigach i el Breg, en la confluència dels quals es considera que té el seu origen el Danubi. La deu iniciada en un paisatge kàrstic s'amplia l'esplanada del castell, on un rètol diu "Naixement del Danubi". De fet, el nom de la ciutat deriva d'aquesta situació Donaueschingen (Donau=riu Danubi).
El paratge està format per extensions de granit i gneis procedents de l'estratificació del Triàsic. Les altures disminueixen de 1.020 metres a la zona de la Selva Negra fins als 660 m a l'altiplà del Baar que, cap a la Jura de Suàbia tornen a superar els 900 m d'alçada. Al parc davant de l'estació de tren hi ha un cartell que informa de l'extraordinària situació geològica de la ciutat i els seus voltants.

### Les comunitats veïnes
Les següents ciutats i municipis limiten amb la ciutat de Donaueschingen: 
Vöhrenbach, Villingen-Schwenningen, Brigachtal, Bad Durrheim, Huefingen i Braeunlingen (tot elles formant part del districte administratiu Schwarzwald-Baar-Kreis), més Geisingen (de la comarca Landkreis Tuttlingen).

## Organització

Ubicació respecte de Villingen-Schwenningen

L'àrea urbana consisteix en el centre de la ciutat, més les zones d'Allmendshofen i Aufen que es van incorporar en la dècada de 1930. D'acord amb la reforma del govern local de la dècada de 1970, s'hi van afegir les comunitats Aasen, Grüningen, Heidenhofen, Hubertshofen, Neudingen, Pfohren i Wolterdingen.
Les zones edificades no estan repartides d'igual manera, havent zones on la població està més concentrada i altres més dispersa.
Administrativament depèn de la capital comarcal Villingen-Schwenningen, que es troba a uns tretze quilòmetres.

## Història

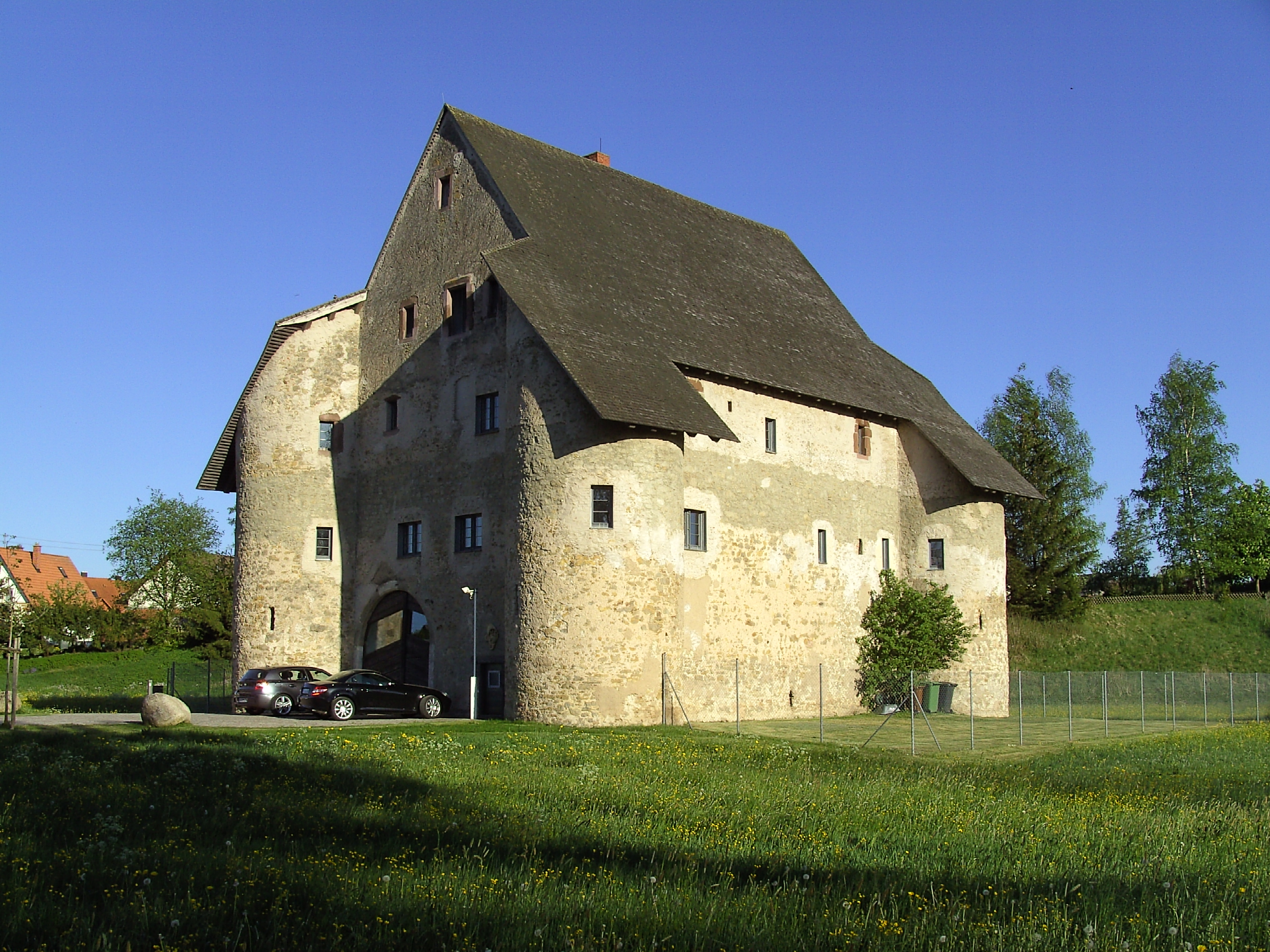
Antic castell Entenburg (Casa dels ànecs) a Pfohren

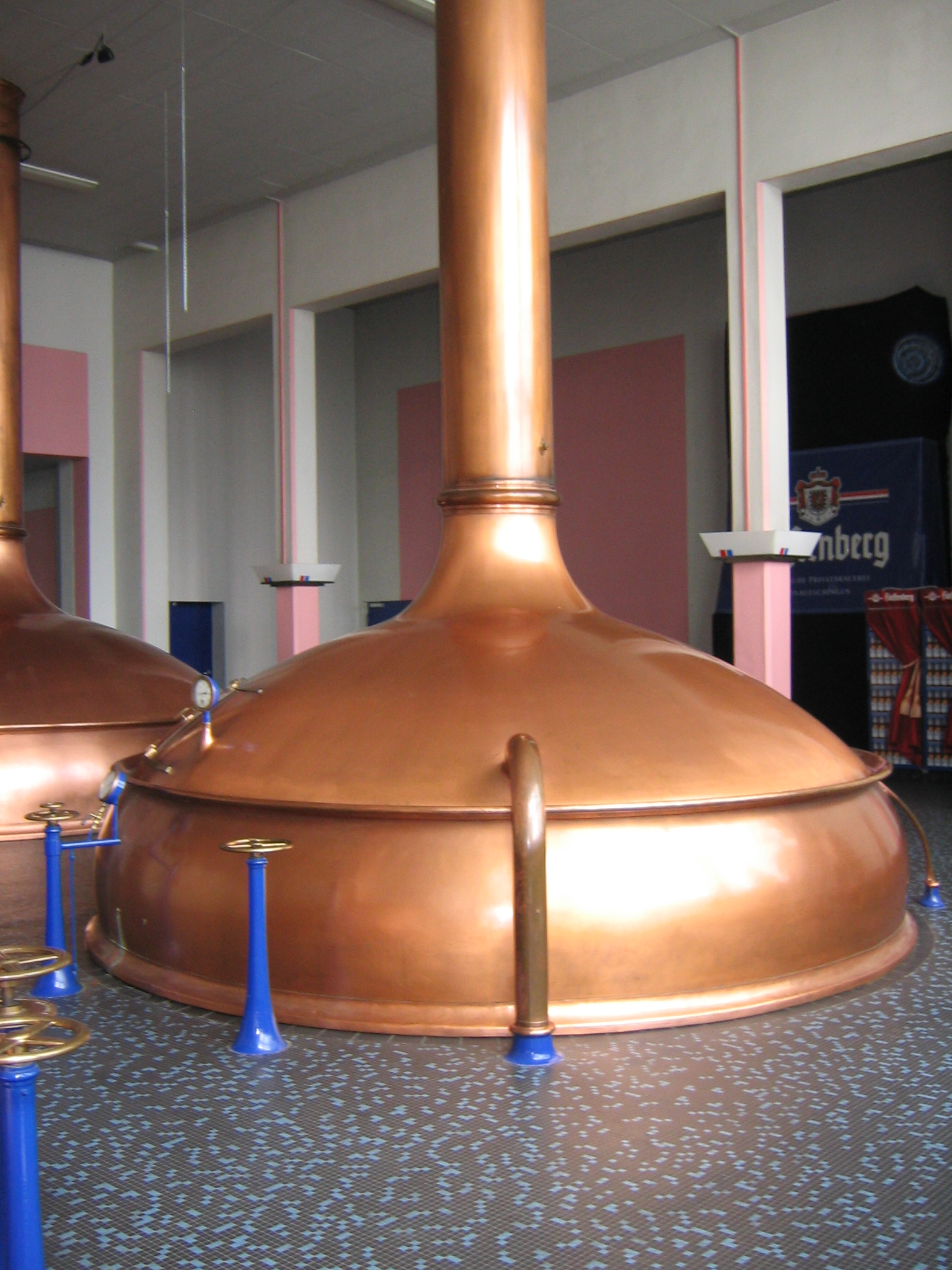
Antiga cerveseria Fürstenberg

Donaueschingen s'esmenta per primera vegada en documents de l'any 889, on apareix escrit com Esginga. Des del 1101 fins al segle xv el poble va pertànyer a una família noble local, que probablement eren serfs del monestir de Reichenau. Al segle XIII els Herren von Blumberg, una branca de la casa senyorial de Blumberg van ser els qui van governar aquestes terres i després del 1465 la responsabilitat va caure en els Ritter von Stein.
El 1283 el rei Rodolf d'Habsburg va fer fora el comte Enric de Fürstenberg, el qual va fundar un taller d'elaboració de cervesa. El 1488 els comtes de Fürstenberg van comprar aquestes terres i el 1653 Ferdinand Friedrich von Fürstenberg hi va fixar la seva residència. Des del 1716 la ciutat va esdevenir la seu del Príncep de Fürstenberg. El 1806 la ciutat van ser inclosa dins el Gran Ducat de Baden, i un any més tard es va convertir en la seu administrativa però el 1810 es va anul·lar. El 1818 es va refer l'antiga administració i el 1849 per segona vegada es va tornar a dissoldre per segona vegada.
El 1908 un gran incendi va assolar gran part de la ciutat. El 1939 es va crear el districte administratiu Landkreis Donaueschingen i a partir de la reforma del 1975 es van afegir els últims districtes del municipi. Donaueschingen es va superar els 20.000hab el 1992 i llavors l'ajuntament va presentar la sol·licitud d'elevació a seu del comtat, cosa que va aprovar el govern de l'estat de Baden-Württemberg, amb efectes a partir de l'1 de juliol del 1993.
Cadascun dels districtes de la ciutat té una història pròpia:

### Aasen
Esmentat per primera vegada l'any 973 com Usin. Des del 1094 l'enclavament estava a càrrec d'un noble el qual hi va construir un primitiu Castell de mota i pati amb fusta.

### Allmendshofen
El 870 apareix en documents escrit com Aleuuigeshouun. El seu govern es va alternar entre les famílies nobles Blumberg, Schellenberg i Fürstenberg.

### Aufen
Va ser esmentat per primera vegada el 889 com Uffheim. Aquest districte es va crear probablement a partir d'una segregació de Donaueschingen, perquè la família que governava la ciutat es va dividir en dues branques al segle xiv.

### Grüningen
Va ser esmentat per primera vegada en 1109 com Groningen. Altres fonts informen que Grüningen va ser esmentat per primera vegada l'any 805 en un document del monestir de Sant Gallen, en l'actual Suïssa. El 1326 es va vendre a Austria. El comte Gebhard de Fürstenberg, canonge de Constança i rector de la parròquia de Grüningen era el germà del Comte Egon Fürstenberg. Aquest rector va encomanar les pintures de l'església de sant Maurici (segles XIII-XIV)que encara es poden veure avui dia. Les empremtes de la Guerra de Successió espanyola són visibles en aquesta església. Dues bales de canó van impactar en la volta del presbiteri. Una creu espanyola recorda l'assassinat d'un noble de llinatge reial a Gewann Ochsenberg.

### Heidenhofen
El 759 va ser esmentat per primera vegada com Heidinhova. El monestir de Sant Gallen en va tenir la possessió. Al segle x es va traspassar al monestir de Reichenau i el 1447 va ser venut als Furstenberg.

### Hubertshofen
Hubertshofen va ser esmentat per primera vegada el 1440 com Humbrachtzhoven. A diferència de les altres parts de la ciutat Hubertshofen pertanyia a la comunitat veïna Braeunlingen, per tant fins al 1805 el lloc va ser austríac. Els Fürstenberger van reconèixer el 1686 la seva sobirania sobre aquesta part de la ciutat.

### Neudingen
El 870 va ser esmentada per primera vegada com Niginga i és potser la zona habitada des de més antic. (Vegeu article principal: Neudingen).

### Pfohren
Va ser esmentat per primera vegada el 817 com ad Forrun. Inicialment tenia era possessió del monestir de Sant Gallen i des del 1086 va estar a càrrec d'una família noble, primer els Zähringen i més endavant els Fürstenberg.

### Wolterdingen
Va ser esmentat per primera vegada el 772 com Wuldartingas. Al segle x depenia del monestir de Reichenau. Pel 1102 la noblesa local es deia Wolterdingen, però aviat va passar a mans dels Fürstenberg. El 1525 la ciutat va ser destruïda en la Guerra dels Camperols. Al segle xvii només quedava una petita fortalesa, les actuals ruïnes conegudes com a Zindelstein.

## Demografia
Xifres de població per cada estat territorial respectiu. Els números són els resultats del cens (¹) o actualitzacions oficials de les oficines estadístiques respectives (només compten les residències primàries).
| Any                | Habitants |
| ------------------ | --------- |
| 1750               | 1.800     |
| 1812               | 2.032     |
| 1830               | 3.023     |
| 1852               | 3.012     |
| 1860               | 2.980     |
| 1. Desembre 1871   | 3.109     |
| 1. Desembre 1880 ¹ | 3.522     |
| 1. Desembre 1900 ¹ | 3.758     |
| 1. Desembre 1910 ¹ | 4.077     |
| 16. Juny 1925 ¹    | 5.002     |
| 16. Juny 1933 ¹    | 6.260     |
| 17. Maig 1939 ¹    | 8.901     |

| Any                 | Habitants |
| ------------------- | --------- |
| 13. Setembre 1950 ¹ | 7.941     |
| 6. Juny 1961 ¹      | 10.715    |
| 27. Maig 1970 ¹     | 11.648    |
| 31. Desembre 1975   | 17.578    |
| 31. Desembre 1980   | 17.762    |
| 27. Maig 1987 ¹     | 18.196    |
| 31. Desembre 1990   | 19.341    |
| 31. Desembre 1992   | 20.141    |
| 31. Desembre 1995   | 20.716    |
| 31. Desembre 2000   | 21.265    |
| 31. Desembre 2005   | 21.439    |

## Religió

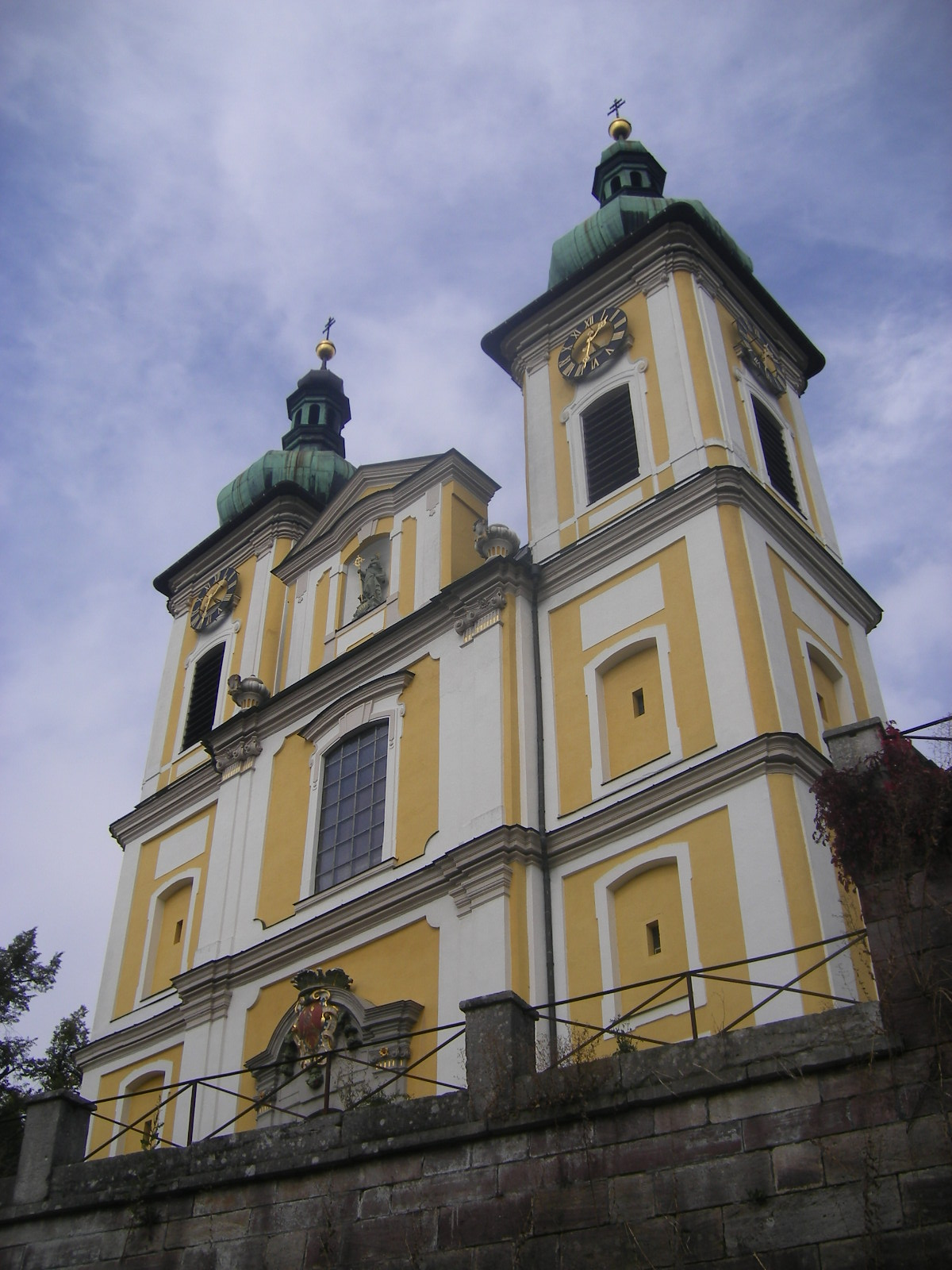
Església de sant Joan Baptista

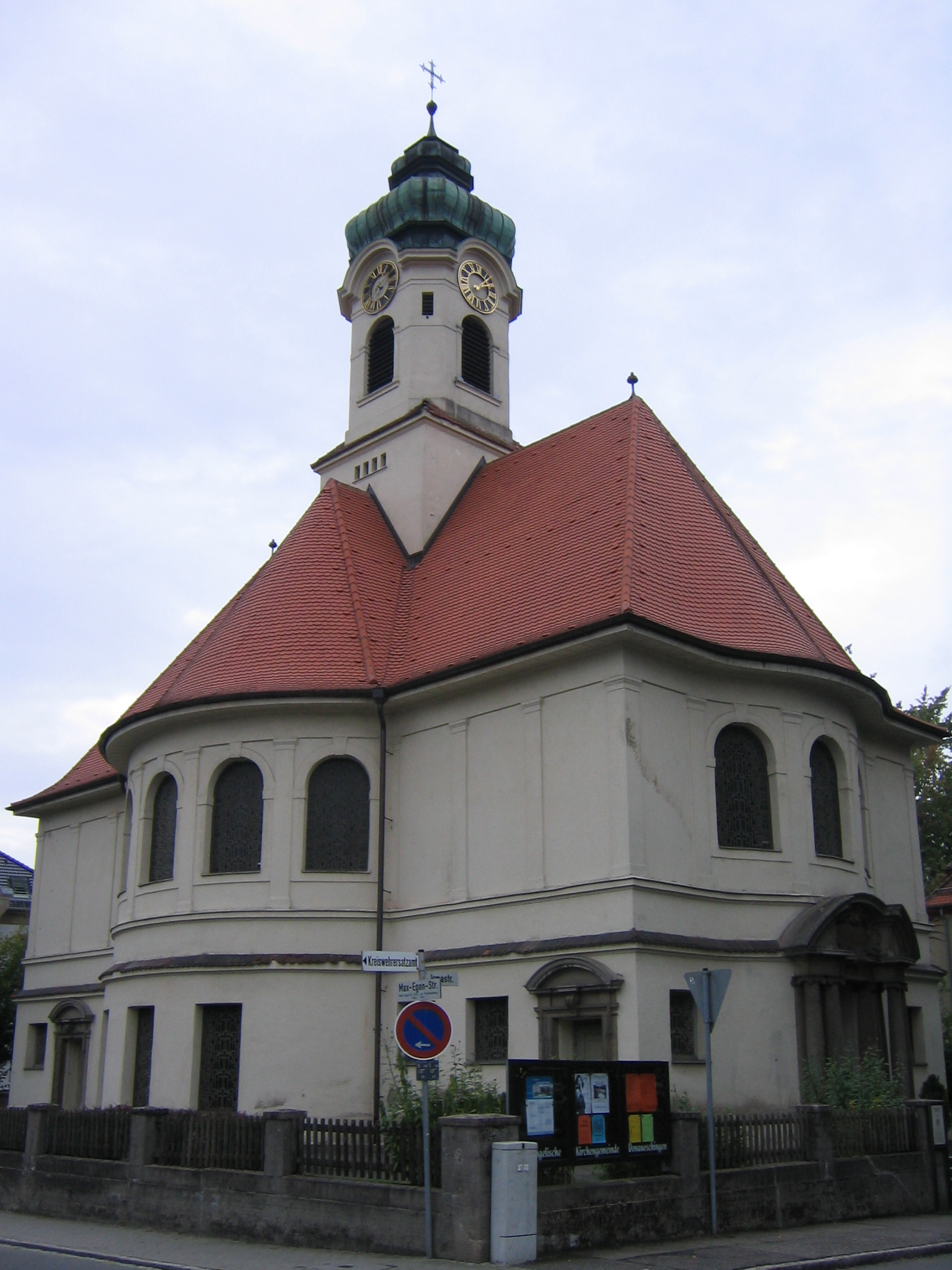
Església evangelista

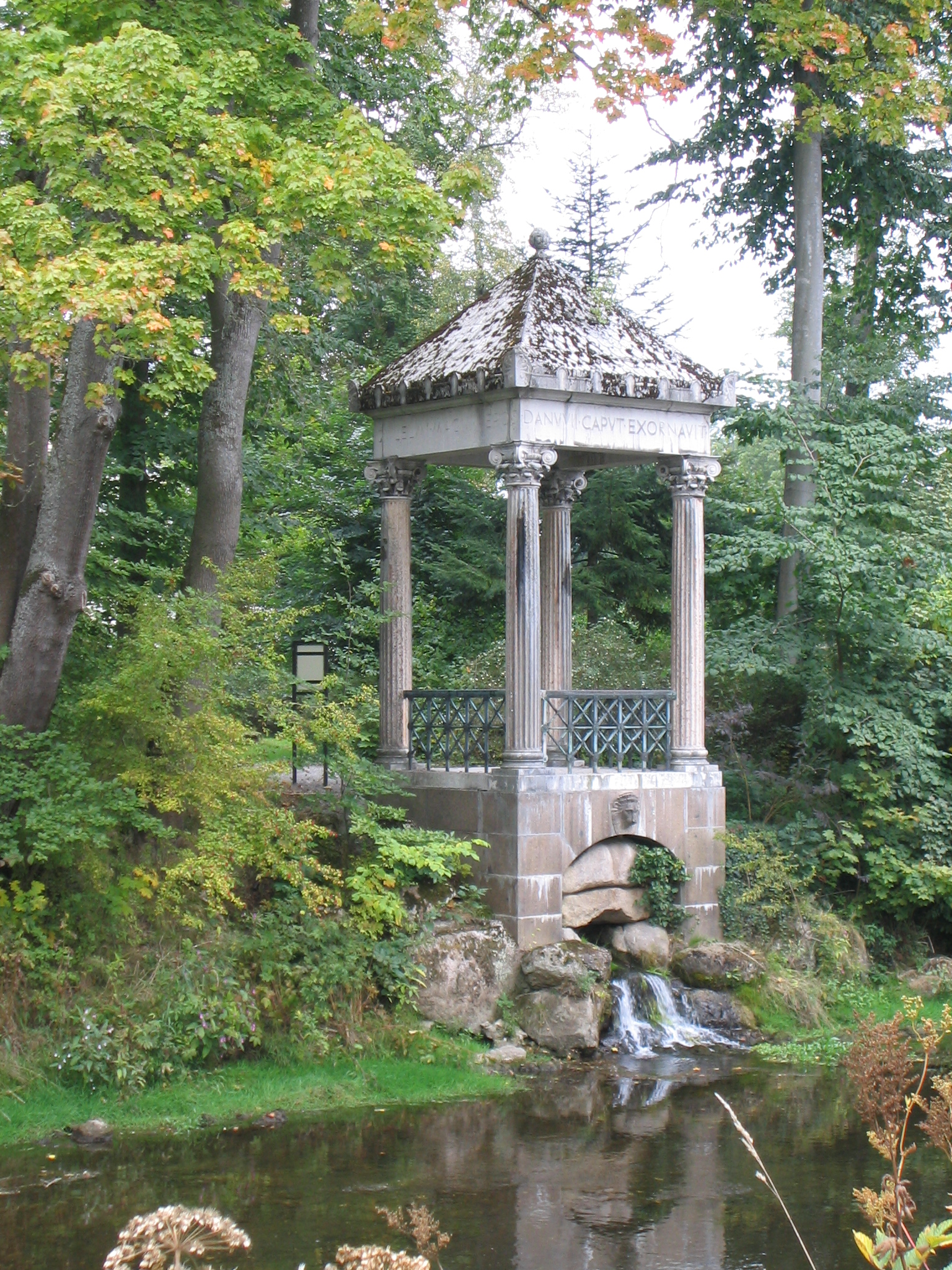
Mirador sobre el Danubi

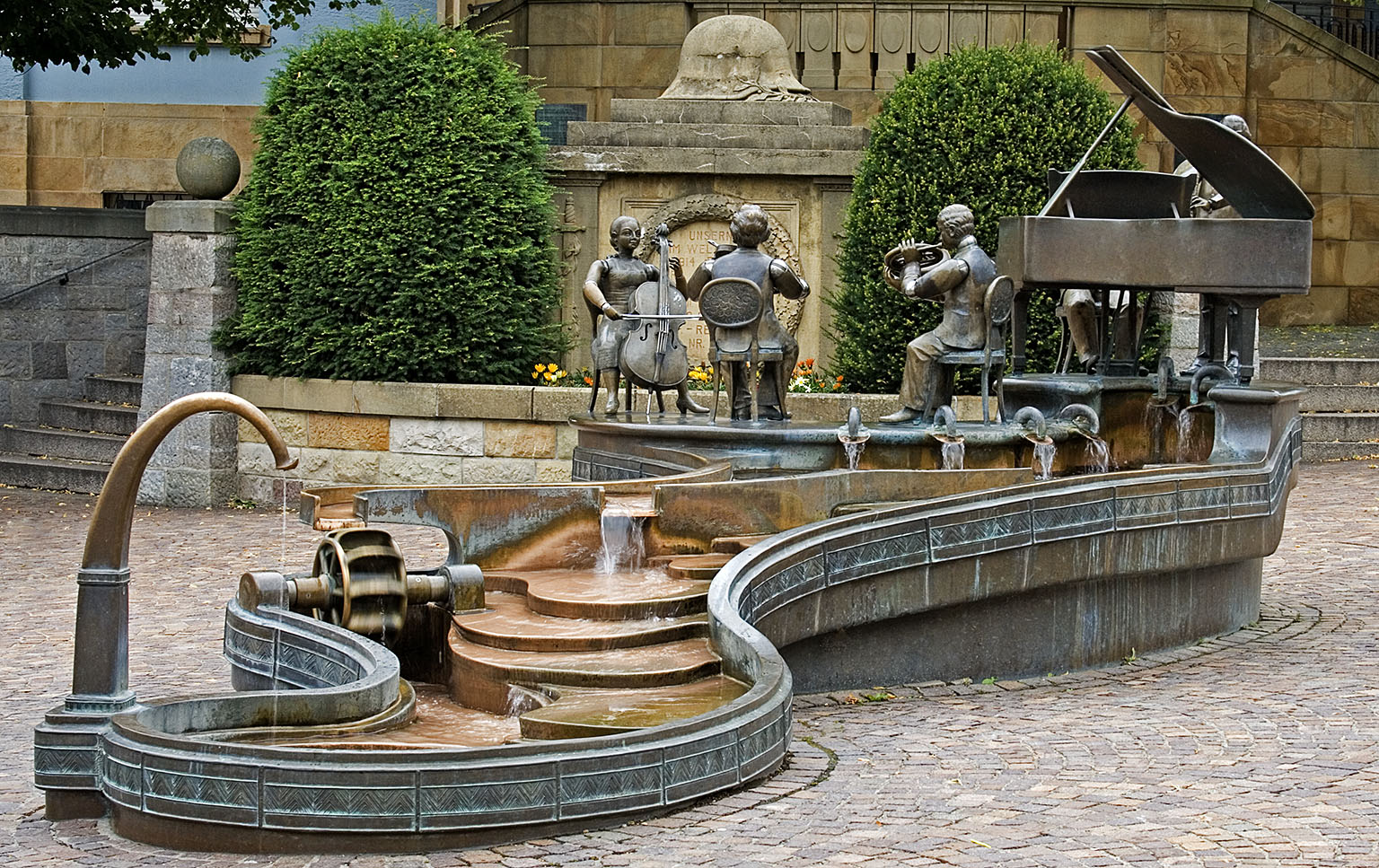
Font musical

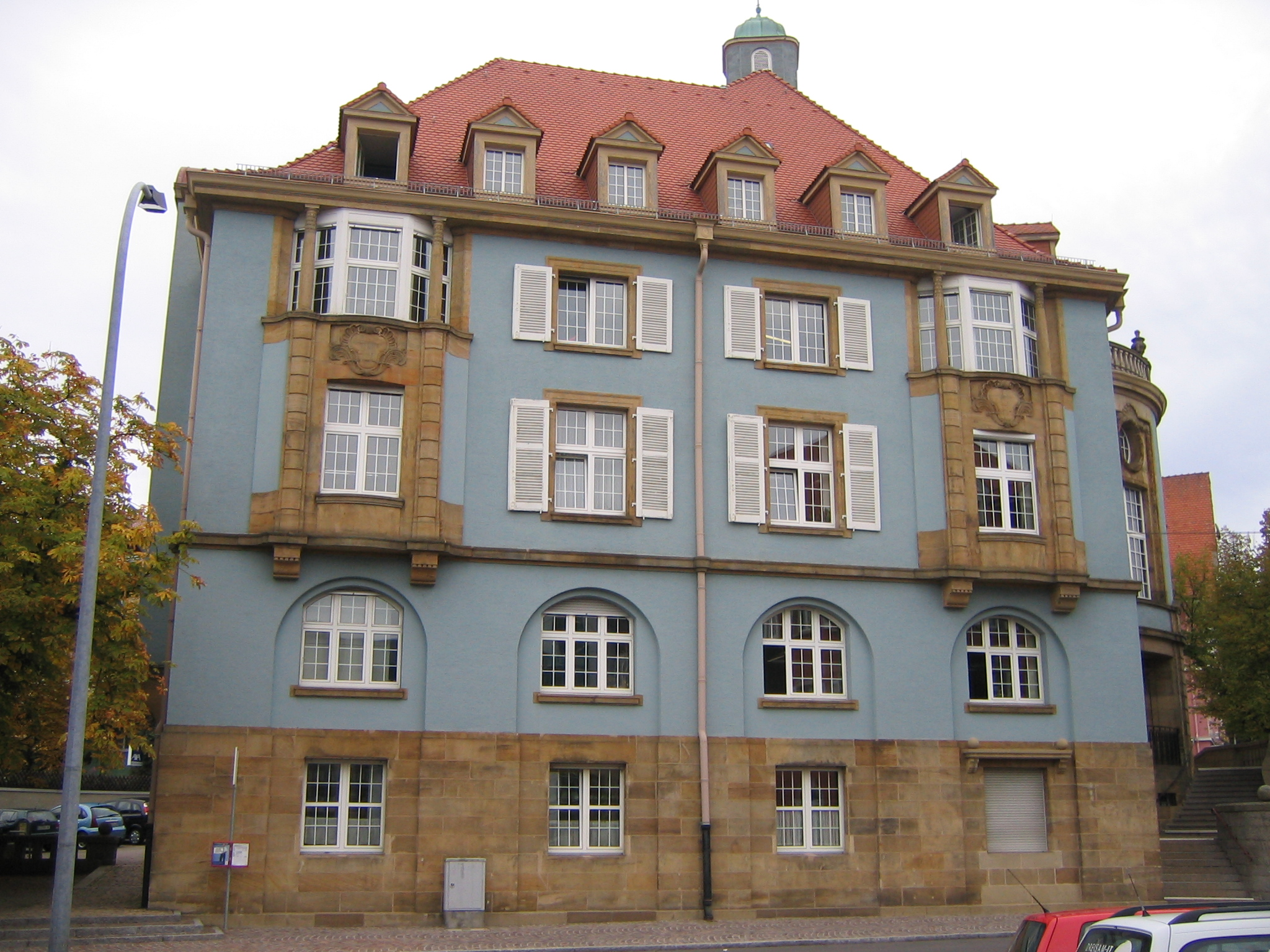
Ajuntament

Donaueschingen primer pertanyia a la diòcesi de Constança. Atès que els governants, els prínceps von Furstenberg no va importar la Reforma protestant, va romandre una ciutat predominantment catòlica fins al segle xix. Des del 1821 o 1827 va passar a l'arquebisbat de Friburg.
 La ciutat té diverses esglésies: la de Sant Joan (1724-1747) amb l'església filial de Sant Jacob (Allmendshofen 1721), la de Santa Maria (1927), amb l'església filial de Sant Vito (Aufen 1756), la de Sant Kilian (Wolterdingen 1903 en estil neogòtic), Sant Maurici (Grüningen s.XIV), la de Sant Sebastià (Hubertshofen s.XVII-XVIII), Sant Joan Baptista (Pfohren 1767), Sant Blai (Aasen 1100 i ampliada 1725-1726), Sant Hilari (Heidenhofen s.XV) i Sant Andreu (Neudingen s.XVIII).

El 1875 es va establir una congregació de l'església protestant. Construint el 1876 la seva pròpia església que va ser reemplaçada per un edifici neo-barroc, a causa de l'ensorrament del 1912/1913. També va ser molt danyada en la Segona Guerra Mundial i es va reconstruir el 1949, des de llavors té el nom d'església de Crist.
A més d'aquestes religions hi ha altres comunitats amb menor nombre de seguidors:l'Església Evangèlica Lliure i els Testimonis de Jehovà.

## Llocs d'interès cultural

### Música
Thomas Mann va immortalitzar Donaueschingen en la seva novel·la Doctor Faustus com a centre de la nova música en la literatura. Donaueschingen és des dels anys vint del segle xx un centre important en la història de la música europea. Sota el patrocini del Príncep de Fürstenberg se celebra aquí des de l'any 1921 el festival "Música de Cambra Donaueschingen" i és també el lloc en què nombrosos representants de les avantguardes europees musicals van a presentar les seves creacions.

### Museus
- Fürstlich Fürstenbergische Sammlungen: Exposicions de les col·leccions d'art de la família Fürstenberg.
- Fürstlich Fürstenbergisches Schloss: Sobre la residència senyorial dels Fürstenberg.
- Fastnacht-Museum der Narrenzunft Frohsinn e. V. Donaueschingen: Sobre el carnaval.
- Museum Biedermann: Creat el 2009 i ocupant l'edifici de l'antic cinema.

## Exèrcit
A Donaueschingen hi ha una ubicació de la Brigada franco-alemanya, que alberga el Batalló d'Infanteria Alemanya 292, la tercera companyia del batalló de subministrament franco-alemany i el regiment d'infanteria francesa 110. Això es va dissoldre el 2014.
També es trobava l'oficina de reclutament que és responsable dels districtes de Constança, Rottweil, Tuttlingen, Zollernalb i el Schwarzwald-Baar-Kreis. Es va a tancar el primer trimestre del 2014, segons el no concepte de la Bundeswehr.

## Govern
Els resultats de les eleccions municipals del 2004 foren els següents:
| CDU                   | : 16 regidors |
| FDP/FW                | : 7 regidors  |
| SPD                   | : 7 regidors  |
| Independents          | : 5 regidors  |
| Bündnis 90/Die Grünen | : 4 regidors  |